# Andreaea indica
Andreaea indica är en bladmossart som beskrevs av Mitten 1859. Andreaea indica ingår i släktet sotmossor, och familjen Andreaeaceae. Inga underarter finns listade i Catalogue of Life.